# Hexatoma chirothecata
Hexatoma chirothecata är en tvåvingeart som först beskrevs av Giovanni Antonio Scopoli 1763.  Hexatoma chirothecata ingår i släktet Hexatoma och familjen småharkrankar. Inga underarter finns listade i Catalogue of Life.